# Cardado

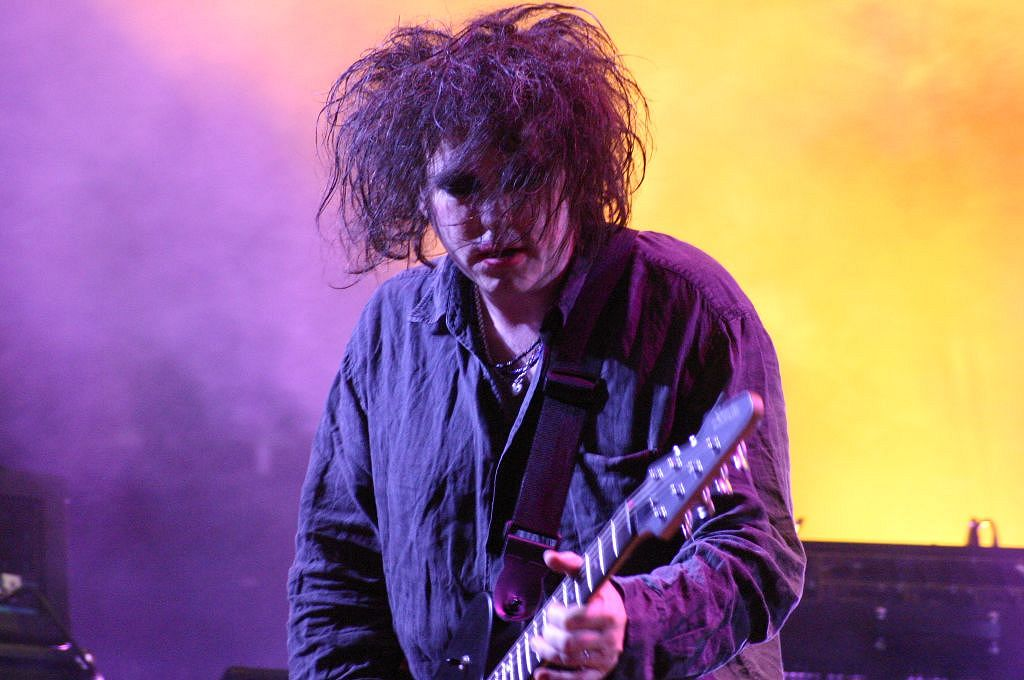
Robert Smith, de The Cure, es uno de los más famosos exponentes del pelo cardado.

El cardado es una técnica usada en peluquería para dar volumen y aspecto ligeramente desordenado al cabello, hecho artificialmente.

## Historia
Es un peinado que consiste en cepillar el cabello desde las puntas hacia el cuero cabelludo varias veces, mientras este se estira para dar un efecto de cabello espeso, abundante y ciertamente desordenado. Fue muy popular en los años 80. El cardado es una técnica muy usada entre los góticos dentro de la subcultura gótica junto al maquillaje generalmente negro. Entre los góticos más populares que usan este peinado se encuentran Robert Smith y Simon Gallup principalmente en The Cure, Siouxsie Sioux de Siouxsie and the Banshees (fue quizás Siouxsie la primera gótica en usar dicho peinado influenciada por la escena punk y glam, siendo ella la que inspiró a Robert Smith a usar el cardado y el maquillaje gótico), Dave Vanian de The Damned (el cardado de Vanian es una variación, ya que él le daba forma de peinado de vampiro), Nick Cave de The Birthday Party y  Patricia Morrison de The Sisters of Mercy y The Damned.
Si bien es principalmente usado por góticos, los que crearon este tipo de peinado podrían haber sido la banda estadounidense de glam rock The New York Dolls, donde puede observarse dicho peinado en su guitarrista Johnny Thunders en 1973 (5 años antes de que fuera popularizado por Siouxsie Sioux en el gótico y el post punk, además de que tanto él (Thunders) como el resto de la banda lucían el look del glam rock, posteriormente la banda influenciaría estéticamente en lo que luego sería el punk rock, y posteriormente las bandas góticas usaron este peinado, además, hubo bandas de hard rock y glam metal que también usaron este peculiar peinado en los años 80; llegando a ser adoptado posteriormente por bandas asociadas al movimiento Visual kei provenientes de Japón como X Japan en sus inicios, Baiser y Moi dix mois, cuyo estilo se ha mantenido hasta la actualidad.

## Método de realización
La forma de realizar un cardado es la siguiente. Se peina el cabello hacia atrás y se toma un peine de púas cortas. Se agarra un mechón y a unos 2 centímetros de las raíces se hacen tres movimientos con el peine en dirección opuesta al nacimiento del cabello. Repitiéndolo en diferentes zonas de la cabeza se consigue ahuecar el cabello, dándole volumen.